# 伊格爾鎮區 (愛荷華州蘇縣)
伊格爾鎮區（英語：Eagle Township）是位於美國愛荷華州蘇縣的一個行政鎮區。

## 地方資料
根據2010年美國人口普查的數據，伊格爾鎮區的面積為93.43平方千米，當中陸地面積為93.39平方千米，而水域面積為0.04平方千米。當地共有人口283人，而人口密度為每平方千米3.03人。